# Anetta Balajková
Anetta Balajková, rozená Heczková (26. června 1923, Praha – 20. června 2002), byla překladatelka krásné literatury z polštiny a tlumočnice.

## Život
Po maturitě (v roce 1942) na Dívčím reálném gymnáziu v Praze studovala (v období od roku 1945 do roku 1952) obor čeština – polština na Filozofické fakultě Univerzity Karlovy. V roce 1948 se provdala za Bohumila Balajku. V roce 1958 se manželům Balajkovým v Praze narodil syn Petr Balajka. V rozpětí let 1949 až 1980 pracovala jako překladatelka a tlumočnice. Překládala krásnou literaturu z polštiny v širokém rozpětí žánrů a to včetně knih pro děti a detektivních románů.

## Tvorba
Anetta Balajková se podílela na překladech asi 30 publikací (a třech antologií) od různých autorů. Některá svá díla podepisovala též pod jmény Anna Balajková nebo Anita Balajková, případně Anetta Balajková-Heczková. Pro překlady z polštiny propůjčovala Anetta Balajková svoje jméno prozaičce, autorce kriminálních příběhů a překladatelce z polštiny Anně Žídkové. To se odehrávalo v době, kdy Anna Žídková měla zákaz činnosti v totalitním Československu.

### Překlady (výběr, chronologicky)
- 1950 – RUSINEK, Michał. S barikády do údolí hladu: Románová reportáž. 1. vydání Praha: Mír, 1950. 130 + 4 strany; Členská edice Míru; (Ročník 1950). Svazek 4.[3]
- 1957 – NIZIURSKI, Edmund. Kniha uličníků. Překlad Anetta Balajková. 1. vydání Praha: MF, 1957. 391 stran; Vpřed; svazek 96.[3]
- 1959 – PIWOWARCZYK, Andrzej. Maškary. 1. vydání Praha: Naše vojsko, 1959. 165 stran; Napětí; svazek 12.[3]
- 1960 – NIZIURSKI, Edmund. Eskulapův přístav. Překlad Anetta Balajková. 1. vydání v MF. Praha: Mladá fronta, 1960. 217 stran; Smaragd; svazek 12.[3]
- 1963 – NIZIURSKI, Edmund. Eskulapův přístav. Překlad Anetta Balajková. 2. vydání v MF. Praha: Mladá fronta, 1963. 218 stran; Smaragd; svazek 12.[3]
- 1966 – GÓRNICKI, Wiesław. Cesta za hrstí rýže: Egypt-Indie. 1. vydání Praha: Svoboda, 1966. 183 stran + 36 stran fotografických příloh; Racek; svazek 1.[3]
- 1966 – STAWIŃSKI, Jerzy Stefan. Honba za Adamem. Překlad Anetta Balajková. 1. vydání Praha: Svobodné slovo, 1966. 166 + 1 stran.[3]
- 1966 – BRATNY, Roman. Kolumbové dvacátého ročníku. Překlad Anetta Balajková. 1. vydání Praha: NPL, 1966. 593 + 3 strany; Jiskry; Svazek 52.[3]
- 1966 – GRODZIEŃSKA, Stefania. Před oponou-za oponou: ze vzpomínek konferenciérky. 1. vydání Praha: Orbis, 1966. 224 stran; Edice malých forem.[3]
- 1972 – PIWOWARCZYK, Andrzej. Maškary. Překlad Anetta Balajková. 2. vydání Praha: Naše vojsko, 1972. 185 stran; Napětí; svazek 12.[3]
- 1974 – NIZIURSKI, Edmund. Jak vyzrát na Alkibiada. Překlad Anetta Balajková. 1. vydání Praha: Albatros, 1974. 243 stran; Střelka; svazek 107.[3]
- 1974 – ALEX, Joe. Jsi jenom ďábel. Překlad Anetta Balajková. 1. vydání Praha: Lidové nakladatelství, 1974. 206 + 2 stran; Saturn; Svazek 78.[3]
- 1974 – MALEWSKA, Hanna. Kamení bude volat: Román z 13. století. Překlad Anetta Balajková. 1. vydání Praha: Vyšehrad, 1974. 222 + 2 strany.[3]
- 1975 – BAHDAJ, Adam. Cesta do neznáma: Pro začínající čtenáře. 1. vydání Praha: Albatros, 1975. 42 + 3 strany; První čtení.[3]
- 1975 – WOLANOWSKI, Lucjan. Horko a horečka. Překlad Anetta Balajková. 1. vydání (české). Praha: Avicenum, 1975. 204 + 1 stran;[3]
- 1975 – KUŚNIEWICZ, Andrzej. Král obojí Sicílie. Překlad Anetta Balajková. 1. vydání Praha: Odeon, 1975. 237 + 2 stran; Soudobá světová próza; Svazek 303.[3]
- 1975 – BRANDYS, Marian. Trampoty s paní Walewskou. 1. vydání Praha: Lidové nakladatelství, 1975. 228 stran + 16 stran obrazových příloh; Knihy srdce; svazek 52.[3]
- 1976 – KORMIK, Anna. Kdo se bál Štěpána Šaleje. 1. vydání Praha: Lidové nakladatelství, 1976. 148 + 2 stran; Saturn; Svazek 91.[3]
- 1978 – NAŁKOWSKA, Zofia. Hranice. Překlad Anetta Balajková. 2. vyd., v Lid. nakl. 1. vyd. Praha: Lidové nakladatelství, 1978. 260 stran; Knihy Srdce; svazek 70.[3]
- 1978 – PRZYBYSZEWSKI, Stanisław. Křik. Překlad Anetta Balajková. 1. vydání Praha: Odeon, 1978. 154 + 2 stran; Světová četba; svazek 494.[3]
- 1979 – ALEX, Joe. Černé koráby. 1. díl. 1. vydání Praha: Albatros, 1979. 307 stran; Knihy odvahy a dobrodružství (KOD); svazek 151.[3]
- 1979 – ALEX, Joe. Černé koráby. 2. díl. 1. vydání Praha: Albatros, 1979. 322 stran; Knihy odvahy a dobrodružství (KOD); svazek 151.[3]
- 1980 – IWASZKIEWICZ, Jarosław. Červené štíty. 1. vydání Praha: Odeon, 1980. 355 stran.[3]
- 1980 – HEN, Józef. Jokohama; Obláček. Překlad Anetta Balajková. 1. vydání Praha: Lidové nakladatelství, 1980. 214 stran; M knihy; svazek 116. (dvě novely)[3]
- 1980 – ALEX, Joe. Lov na smrtihlava. Překlad Anetta Balajková. 1. vydání Praha: Melantrich, 1980. 139 + 2 stran; Gong.[3]
- 1981 – POPŁAWSKA, Halina. Kord na vějíři. Překlad Anetta Balajková. 1. vydání Praha: Práce, 1981. 291 stran; Kamarád.[3]
- 1983 – NAŁKOWSKA, Zofia. Hadi a růže. Překlad Anetta Balajková. 1. vydání Praha: Melantrich, 1983. 186 stran; Panoráma; svazek 54.[3]
- 1985 – STAWIŃSKI, Jerzy Stefan. Narozeniny mladého Varšavana. Překlad Anetta Balajková. 1. vydání Praha: Naše vojsko, 1985. 176 stran; Hvězda; Svazek 64.[3]
- 1987 – BROSZKIEWICZ, Jerzy. Doktor Twardowski. Překlad Anetta Balajková. 1. vydání Praha: Práce, 1987. 517 stran; Erb.[3]
- 1987 – KUŚNIEWICZ, Andrzej. Třetí království. Překlad Anetta Balajková. 1. vydání Praha: Naše vojsko, 1987. 379 stran; Máj / NV, MF, Lidové nakladatelství a Smena; Svazek 497.[3]
- 1990 – KUŚNIEWICZ, Andrzej. Lekce mrtvého jazyka; Eroica. Překlad Anetta Balajková. 1. vydání Praha: Odeon, 1990. 392 stran; Soudobá světová próza / Řídí Vlasta Dufková; Svazek 417. (dva romány) ISBN 80-207-0223-7.[3]
- 1995 – BRAYBROOKS, Ann. Kniha princezen. Překlad Erich Sojka a Anetta Balajková. 1. vydání Praha: Egmont ČR, 1995. 78 stran; Walt Disney. ISBN 80-7186-006-9.[3]
- 1995 – Popelka. Překlad Anetta Balajková. 1. vydání Praha: Egmont ČR, 1995. 112 stran; Walt Disney. Filmové příběhy. ISBN 80-7186-033-6.[3]

### Antologie (chronologicky)
- 1957 – BALAJKOVÁ, Anetta, ed. et al. Jako v zrcadle: výbor satirických próz ze čtyř století: (satirické prózy XVI.–XIX. století). Překlad Anetta Balajková. Vydání 1. Praha: Lidová demokracie, 1957. 261 stran; Vyšehrad. (několik desítek satirických črt, povídek a úryvků z děl klasiků i z děl méně známých spisovatelů)[3]
- 1958 – PIWOWARCZYK, Andrzej. Staré hodiny; Královna?!. 1. vydání Praha: Naše vojsko, 1958. 211 stran; Knižnice vojenských příběhů; svazek 72. (dva detektivní příběhy)[3]
- 1960 – NIZIURSKI, Edmund. Lawrencova smrt. Překlad Anetta Balajková. 1. vydání Praha: Naše vojsko, 1960. 141 stran; Napětí; svazek 15. (několik povídek o polské pohraniční stráži)[3]